# Dan Fröberg
Dan Fröberg, född 1957, är en svensk konstnär och musiker, verksam i Göteborg.
Fröberg är uppvuxen i Halmstad och utbildade sig vid Högskolan för fotografi och film i Göteborg. Han har spelat in ett flertal skivor, bland annat med sitarspelaren Jerry Johansson och med Alexandra E. Lindh, och har också arbetat med bildkonst, text och film. Hans första skiva, The Beatless ep, gavs ut 1979.
Fröberg är en av de drivande bakom skivbolaget och konstprojektet Kning Disk.
Han är representerad på Moderna museet i Stockholm.